# Matale (Sri Lanka)
Matale è una città dello Sri Lanka, situata nella Provincia Centrale.